# DoReMi (Anime)
Magical DoReMi (jap. おジャ魔女どれみ, Ojamajo Doremi, dt. Lästige Hexe Doremi) ist ein japanischer Magical-Girl-Anime von 1999. Die Serie wurde als Manga, Film und Hörspiel adaptiert.

## Handlung
Doremi Harukaze ist ein kleines tollpatschiges Mädchen, das davon träumt, eine Hexe zu werden. Als sie eines Tages versehentlich die Hexe Majorca enttarnt, verwandelt diese sich in einen grünen Hexenfrosch. Um ihre Tat wieder gut zu machen, muss Doremi in die Hexenlehre gehen, um eine vollwertige Hexe zu werden und um Majorca zurückzuverwandeln. Im Laufe der Zeit schließen sich ihr auch Doremis Freundinnen Emilie, Sophie und Nicole sowie ihre Schwester Bibi an. In der zweiten Staffel erhalten die Mädchen den Auftrag, sich um das Hexenkind Hanna zu kümmern. In der dritten Staffel kommt Momoko (engl. Mindy), eine neue Hexenschülerin hinzu. In der vierten Staffel verwandelt sich der Hexensäugling Hanna in eine 12-jährige Hexenschülerin.
Neben den Hexenprüfungen und dem Schulalltag arbeiten die Mädchen auch im ehemaligen Hexenladen von Majorca. Dabei erleben sie jeden Tag ein neues Abenteuer.

## Charaktere
Doremi (春風 どれみ, Harukaze Doremi): ist die Hauptperson der Geschichte. Ihr größter Traum ist es, eine Hexe zu werden. Nachdem sie Majorca begegnet und diese als Hexe entlarvt, muss sie eine Hexenlehre machen. Anfangs tut sie sich mit den Hexenprüfungen schwer (sie fällt als erste Hexenschülerin im 9. Grad, der leichtesten aller Prüfungen, durch), kann diese aber mit der Zeit immer besser meistern. Doremi hat eine Schwäche für Steaks. Ihr Name ist von den Solmisationssilben abgeleitet. Doremis Elfe heißt Dodo.
Emilie (藤原 はづき, Fujiwara Hazuki): ist Doremis älteste und beste Freundin. Emilie ist die Klassenbeste und ihre Eltern sind sehr reich. Ihre größte Schwäche ist ihre Schüchternheit, weshalb sie besonders ihrer Mutter nichts abschlagen kann, außerdem spielt sie Violine. Ihre Elfe ist Mimi (im japanischen Anime Rere).
Sophie (妹尾 あいこ, Senō Aiko): stammt ursprünglich aus Osaka, zog aber nach der Scheidung ihrer Eltern zusammen mit ihrem Vater nach Misora um. Zunächst können sie und Doremi sich nicht ausstehen, mit der Zeit wurden sie aber schnell Freundinnen. Aiko/Sophie kann sehr gut Mundharmonika spielen. Ihre Elfe heißt Fifi (im japanischen Anime Mimi).
Nicole (瀬川 おんぷ, Segawa Onpu): ist eine berühmte Sängerin und Schauspielerin und außerdem Schülerin von Majorcas Erzrivalin Malissa (Majoruka). Im Verlauf der Geschichte freundet sie sich aber immer mehr mit Doremi, Emilie und Sophie an. Ihre Elfe heißt Rolo (im japanischen Anime Roro).
Momoko (飛鳥 ももこ, Asuka Momoko): ist eine Schulwechslerin aus den USA. Sie wurde in Japan geboren, musste aber wegen der Versetzung ihres Vaters nach New York in die USA ziehen, wobei sie kein Wort Englisch sprechen konnte. Im Laufe der Zeit lernt sie die Hexe Majo Monroe kennen, die ihr Englisch beibrachte, um so neue Freunde zu gewinnen. Von ihr bekam Momoko ihren Treasure (ihren Ohrstecker bevor Majo Monroe starb). Sie wurde zur Hexe, weil sie Majo Monroe enttarnt hat. Sie taucht in der dritten Staffel auf und hilft den anderen in der Bäckerei. Ihre Elfe heißt Nini.
Hanna (巻機山 花, Makihatayama Hana): ist zunächst ein Säugling, der von Doremi und ihren Freundinnen großgezogen wird. In der vierten Staffel ist sie aufgrund eines Zaubers, den sie selbst bewirkt hat, zwölf Jahre alt und besucht dieselbe Schule wie Doremi. Ihre Elfe heißt Toto.
Bibi (春風 ぽっぷ, Harukaze Poppu): ist die jüngere Schwester von Doremi und ebenfalls Hexenschülerin. Ihre Elfe heißt Fafa.
Majorca (マジョリカ, Majo Rika, dt. „Hexe Rika“): ist eine Hexe, die in der Menschenwelt unter dem Namen Rika Makihatayama (巻機山 リカ, Makihatayama Rika) lebt und einen Hexenladen betreibt. Nachdem sie von Doremi als Hexe entlarvt wurde, wird sie zu einem grünen Hexenfrosch. Ihre Elfe heißt Lala (ララ, Rara). Außerdem ist sie 790 Jahre alt.

## Veröffentlichungen

### Anime
Das Animationsstudio Toei Animation produzierte eine aus vier Staffeln bestehende Animeserie, die vom 7. Februar 1999 bis zum 26. Januar 2003 auf dem japanischen Fernsehsender TV Asahi ausgestrahlt wurde.
Die einzelnen Staffeln sind:
- Ojamajo Doremi (おジャ魔女どれみ) – Erstausstrahlung Japan (EA): 7. Februar 1999 bis 30. Januar 2000 – Folgenzahl: 51
- Ojamajo Doremi Sharp (おジャ魔女どれみ♯) – EA:  6. Februar 2000 bis 28. Januar 2001 – Folgenzahl: 49
- Motto! Ojamajo Doremi (も～っと！おジャ魔女どれみ) – EA: 4. Februar 2001 bis 27. Januar 2002 – Folgenzahl: 50
- Ojamajo Doremi: Dokkan! (おジャ魔女どれみ ドッカ～ン！) – EA: 3. Februar 2002 bis 26. Januar 2003 – Folgenzahl: 51

Auf Deutsch strahlte RTL II die ersten beiden Staffeln ab dem 31. August 2001 aus. Von den beiden letzten Staffeln gibt es keine deutsche Sprachfassung.
Neben Japan und Deutschland wurde der Anime auch in Südkorea, Taiwan, China, Frankreich, Portugal, Spanien, Italien, Österreich, Mexiko und in den USA ausgestrahlt.
Zur zweiten und dritten Staffel erschienen 2000 bzw. 2001 je ein 30-minütiger Kinofilm: Eiga Ojamajo Doremi # (映画 おジャ魔女どれみ♯) und Eiga Motto! Ojamajo Doremi: Kaeru Ishi no Himitsu (映画 も〜っと! おジャ魔女どれみ カエル石のひみつ). Vom 26. Juni 2004 bis zum 11. Dezember 2004 wurde zudem eine 13-teilige OVA namens Ojamajo Doremi: Na-i-sho (おジャ魔女どれみ ナ・イ・ショ) veröffentlicht.
Im Februar 2015 gab KSMFilm über eine beauftragte PR-Agentur bekannt, die Serie ab Februar 2015 auf insgesamt vier Boxen mit den 100 verfügbaren deutschen Folgen auf DVD zu veröffentlichen. Am 21. September 2015 erschien die vierte Box, womit die 100 Episoden veröffentlicht sind. Die Boxen enthalten neben der deutschen Tonspur auch die japanische Fassung.
Im September 2018 erschien eine Gesamtbox mit 20 DVDs und den 100 bereits veröffentlichten Folgen.

#### Synchronisation
Für die deutsche Bearbeitung war das Münchner Studio FFF Grupe verantwortlich. Andreas Barz schrieb das Dialogbuch und Bodo F. Grupe führte die Dialogregie.
| Rolle                          | Japanischer Sprecher (Seiyū)                             | Deutscher Sprecher   |
| ------------------------------ | -------------------------------------------------------- | -------------------- |
| Doremi Harukaze                | Chiemi Chiba                                             | Simone Brahmann      |
| Emilie / Hazuki Fujiwara       | Tomoko Akiya                                             | Christine Stichler   |
| Sophie / Aiko Senō             | Yuki Matsuoka                                            | Anke Kortemeier      |
| Nicole / Onpu Segawa           | Rumi Shishido                                            | Sonja Reichelt       |
| Momoko Asuka                   | Nami Miyahara                                            | –                    |
| Hanna Makihatayama             | Ikue Ōtani                                               | Nicola Grupe-Arnoldi |
| Bibi / Poppu Harukaze          | Sawa Ishige                                              | Andrea Wick          |
| Majorca / Majo Rika            | Naomi Nagasawa                                           | Inez Günther         |
| Malissa                        | Mayumi Shō                                               | Martina Duncker      |
| Dela                           | Chihiro Sakurai                                          | Dorothea Anzinger    |
| Mota                           | Yūko Kawasaki                                            | Kristina Rössler     |
| Mota-Mota                      | Yoko                                                     | Ute Kilian           |
| Hexenkönigin                   | Yuka Imai                                                | Daniela Arden        |
| Daddy-Oh / Alexander von Roseo | Ginzō Matsuo (Staffel 1–3) Nobuaki Kanemitsu (Staffel 4) | Florian Halm         |

| Rolle               | Japanischer Sprecher (Seiyū) | Deutscher Sprecher   |
| ------------------- | ---------------------------- | -------------------- |
| Dodo, Doremis Elfe  | Yuka Tokumitsu               | Beate Pfeiffer       |
| Mimi, Emilies Elfe  | Jun Mizuki                   | Daniela Arden        |
| Fifi, Sophies Elfe  | Yūko Saitō                   | Nicola Grupe-Arnoldi |
| Rolo, Nicoles Elfe  | Rumi Shishido                | –                    |
| Nini, Momokos Elfe  | Nami Miyahara                | –                    |
| Toto, Hanas Elfe    | Ikue Ōtani                   | –                    |
| Fafa, Bibis Elfe    | Sawa Ishige                  | –                    |
| Lala, Majorcas Elfe | Megumi Takamura              | Melanie Manstein     |
| Hehe, Malissas Elfe | Hiroko Konishi               | Julia Haacke         |

| Rolle                      | Japanischer Sprecher (Seiyū)                         | Deutscher Sprecher |
| -------------------------- | ---------------------------------------------------- | --- |
| Frau Seki                  | Nanaho Katsuragi                                     | Kristina Rössler |
| Frau Nakayama              | Yuka Tokumitsu                                       | Ulrike Jenni |
| Frau Yuki                  | Yuka Imai                                            | Dorothea Anzinger |
| Bob / Keisuke Harukaze     | Yūta Mochizuki                                       | Bernd Simon |
| Marie / Haruka Harukaze    | Yuka Shino                                           | Alisa Palmer Martina Duncker (Folge 1.36) Ditte Schupp (Folge 2.10)                                                                |
| Akira Fujiwara             | Kenji Nomura                                         | Michael Schwarzmaier (Staffel 1) Wolfgang Schatz (Staffel 2)                                                                       |
| Lisa / Reiko Fujiwara      | Mari Maeda                                           | Michele Sterr |
| Baya (Koyuki Ichikawa)     | Koyuki Saito                                         | Sonja Reichelt (Folge 1.02) Margit Weinert (Folgen 1.23 bis 1.50) Eva-Maria Lahl (Folgen 2.08 bis 2.19) Michele Sterr (Folge 2.44) |
| Kouji Senō                 | Kyousei Tsukui                                       | Claus-Peter Damitz |
| Atsuko Senō (geb. Okamura) | Mari Maeda                                           | Martina Duncker |
| Tsuyoshi Segawa            | Kazuhiro Yamaga                                      | Florian Halm (Staffel 1) Julian Alexon (Staffel 2)                                                                                 |
| Clara / Miho Segawa        | Mari Adachi                                          | Inez Günther |
| Kenzō Asuka                | Hiroaki Hirata                                       | – |
| Minori Asuka               | Miya Hanaki (1. Stimme) Fumiko Miyashita (2. Stimme) | – |

### Manga
Zu Doremi erschien ein Manga mit Illustrationen von Shizue Takanashi und Text von Izumi Tōdō. Dieser erschien in Japan in Einzelkapiteln im Manga-Magazin Nakayoshi des Verlags Kodansha.
Der Carlsen-Verlag verlegte den Manga in drei Bänden auf Deutsch.

### Trivia
Der Magic-Shop nimmt in jeder Staffel eine andere Form an.
In der ersten Staffel ist es der Magic-Shop, in der zweiten Staffel ist es ein Blumenladen, in der dritten Staffel ist es eine Bäckerei und in der letzten Staffel eine Weberei.